# Я всё ещё здесь (фильм, 2024)
«Я всё ещё здесь» (порт. Ainda Estou Aqui) — художественный фильм бразильского режиссёра Вальтера Саллеса с Фернандой Торрес и Селтоном Мелу в главных ролях. Его премьера состоялась 1 сентября 2024 года на 81-м Венецианском кинофестивале, где фильм получил приза за лучший сценарий. Лауреат премии «Оскар» в номинации «Лучший фильм на иностранном языке» (первая бразильская кинокартина, удостоенная награды Академии кинематографических искусств и наук).

## Сюжет
Действие фильма происходит в Бразилии в 1971 году. Жизнь Юнис Пайвы, матери пяти детей, резко меняется после исчезновения её мужа — бывшего члена бразильского парламента Рубенса Пайвы. Литературной основой сценария стали мемуары Марсело Рубенса Пайвы, сына главной героини.
В декабре 1970 года Рубенс Пайва живёт со своей женой Юнис и их пятью детьми в прекрасном доме недалеко от пляжа Леблон. После военного переворота 1964-го года ему пришлось сложить полномочия члена Бразильского парламента и вернуться к своей основной специальности инженера-строителя, однако Пайва продолжает поддерживать связи с политическими эмигрантами и ушедшими в подполье левыми, не посвящая в детали своей деятельности семью.
После похищения посла Швейцарии в Бразилии революционными движениями страна сталкивается с надвигающейся политической нестабильностью. Их друзья, Фернанду и Далва Гаспарян, решают эмигрировать на время в Англию, взяв с собой в Лондон старшую дочь Пайвы, Веру. Не задолго перед этим Вера стала свидетельницей грубого обращения военных с гражданскими лицам. Она вместе со своими друзьями весело и беззаботно возвращалась на машине из кино, как неожиданно их остановил в туннеле военный патруль, начал проверку документов и допрос. В январе 1971 года в доме семьи Пайвы бразильские спецслужбы проводят обыск, после которого его арестовывают, и он бесследно исчезает. Публичные запросы Юнис о местонахождении мужа приводят к ее аресту и заключению в тюрьму на 12 дней. Элиану, их дочь-подростка, также сажают в тюрьму, но отпускают через сутки. Юнис допрашивают о том, связан ли её муж с продемократическими движениями, но она это отрицает.
В газетах повляются ложные сообщения, что, якобы, Рубенс Пайва бежал из страны в эмиграцию, но Юнис и её друзья подозревают, что случилось что-то совершенно иное. С помощью адвоката Лино Мачадо она подает ходатайство Хабеас корпус. Она также узнает от друга семьи Бокаиувы Куньи, что Рубенс тайно помогал политическим изгнанникам. Бывшая учительница Марта подтверждает, что она была заключена в тюрьму вместе с Рубенсом, но боится говорить об этом публично. Позже она пишет письмо с подробным описанием своего ареста. Феликс, журналист и друг семьи, сообщает Юнис, что Рубенс был убит, но военные власти отказываются подтвердить это официально. Оставшись матерью-одиночкой Юнис посвящает себя детям, затем продает свой дом и переезжает в Сан-Паулу, начиная новую жизнь рядом с семьей своей матери.
25 лет спустя, в 1996 году, получая от бразильского государства — теперь снова демократического — официальное свидетельство о смерти Рубенса Пайвы, окруженная журналистами, Юнис призывает к возмещению ущерба семьям жертв и привлечению к ответственности за преступления военной диктатуры. В 2014 году во время семейного собрания в окружении своих детей и внуков, теперь 85-летняя Юнис  страдает от  прогрессирующей болезни Альцгеймера и передвигается в инвалидном кресле. Когда в телевизионном репортаже о Национальной комиссии по установлению истины затрагивается дело Рубенса, расстроенная Юнис, похоже, вспоминает своё прошлое.
Заключительные титры показывают, что Пайва был убит в штаб-квартире DOI-CODI между 21 и 22 января 1971 года. Пять человек были идентифицированы как ответственные, но они так и не были предстали перед судом. Юнис окончила юридический факультет в возрасте 48 лет. Она стала одним из немногих экспертов по правам коренных народов в Бразилии, работая советником федерального правительства, Всемирного банка и Организации Объединенных Наций. Она умерла в 2018 году в возрасте 89 лет.

## В ролях
- Фернанда Торрес — Юнис Пайва[англ.]
  - Фернанда Монтенегру — Юнис Пайва в пожилом возрасте
- Селтон Мелу — Рубенс Пайва
- Гильерме Силвейра — Марсело Рубенс Пайва[англ.]
  - Антонио Сабойя — взрослый Марсело Рубенс Пайва
- Валентина Ержзаже[англ.] — Вера Пайва
  - Мария Маноэлла — взрослая Вера Пайва
- Луиза Косовски — Элиана Пайва
  - Маржори Эстиано — взрослая Элиана Пайва
- Барбара Лус — Налу Пайва
  - Габриэла Карнейру да Кунья — взрослая Налу Пайва
- Кора Мора — Мария Беатрис Фаччиолла Пайва
  - Оливия Торрес[англ.] — взрослая Мария Беатрис Фаччиолла Пайва
- При Хелена — Мария Хосе (Зезе)
- Умберто Каррао[англ.] — Феликс
- Мейв Джинкингс — Далва Гаспарян
- Каю Горовиц — Рикардо Гомеша Пимпао
- Камила Мардила — Далал Ачкар
- Чарльз Фрикс — Фернандо Гаспарян
- Луана Настас — Елены Гаспарян
- Айседора Рупперт — Лаура Гаспарян
- Дэниел Дантас — Рауль Рифф
- Майте Падилья — Кристина
- Карла Рибас — Марта
- Дэн Стулбах — Бокаюва Кунья

## Создание и оценки
Съёмки фильма проходили летом 2023 года в Рио-де-Жанейро. Картину включили в основную программу 81-го Венецианского кинофестиваля, премьера состоялась 1 сентября 2024 года.
Фильм был встречен десятиминутной овацией на премьере в Венеции. Критик Variety Джессика Кианг отметила: «Душераздирающая история исчезновения Рубенса Пайвы в 1970 году от рук бразильской военной диктатуры рассказана с красотой и достоинством глазами его жены и детей, которые это пережили». Дэвид Руни (The Hollywood Reporter) посчитал, что «наиболее прекрасно наблюдаемая арка фильма — это постепенное восстановление семьи». Стас Тыркин, в свою очередь, оценил фильм как «отличную мелодраму». Он назвал Фернанду Торрес главной претенденткой на награду лучшей актрисе фестиваля.
Картина получила приз Венецианского фестиваля за лучший сценарий.